# Colli Orientali del Friuli Tazzelenghe superiore
Le Colli Orientali del Friuli Tazzelenghe superiore est un vin rouge italien de la région Frioul-Vénétie Julienne doté d'une appellation DOC depuis le 20 juillet 1970. Seuls ont droit à la DOC les vins rouges récoltés à l'intérieur de l'aire de production définie par le décret. Les vignobles autorisés se situent au nord - est de la province d'Udine dans les communes de Tarcento, Nimis, Faedis, Povoletto, Attimis, Torreano, San Pietro al Natisone, Prepotto, Premariacco, Buttrio, Manzano, San Giovanni al Natisone et Corno di Rosazzo.
Vieillissement minimum légal : deux ans.
Le Colli Orientali del Friuli Tazzelenghe superiore répond à un cahier des charges plus exigeant que le Colli Orientali del Friuli Tazzelenghe, essentiellement en relation avec le rendement et le taux d’alcool.

## Caractéristiques organoleptiques
- Couleur : rouge violacé intense tendant vers un rouge grenat après vieillissement.
- Odeur : caractéristique, agréable.
- Saveur : sec, robuste, tannique, légèrement épicé.

Le Colli Orientali del Friuli Tazzelenghe superiore se déguste à une température comprise entre 14 et 16 °C. Il se garde de trois à quatre ans.

## Production
Province, saison, volume en hectolitres :
- pas de données disponibles